# Classe Spruance
La classe Spruance fu una classe di cacciatorpediniere della United States Navy.
Gli Spruance furono i principali cacciatorpediniere statunitensi della Guerra fredda, con dislocamento e dimensioni molto superiori alla media di tale categoria, tanto che dal loro scafo è stato ricavata la classe Ticonderoga, gli incrociatori AEGIS.

## Origini

### Nome
La classe è dedicata a Raymond Spruance uno degli ammiragli più noti nella storia dell'US Navy. Spruance, nato a Baltimora nel 1886, prestò servizio durante la I Guerra Mondiale, fra le due guerre ebbe il comando di diverse unità fra cui la corazzata Mississippi. Raggiunse il grado di contrammiraglio nel dicembre 1939. Durante gli anni di guerra, dopo aver comandato uno squadrone di incrociatori, come comandante della TF16 fu il protagonista della battaglia delle Midway e, due anni dopo, di quella del mare delle Filippine, due fra le più importanti battaglie della campagna del Pacifico. Nel dopoguerra dopo aver comandato la flotta del Pacifico e la scuola di guerra navale fu ambasciatore nelle Filippine. Morì a Pebble Beach, California nel 1969.

### Genesi
La genesi dei cacciatorpediniere della classe Spruance la si può far risalire alla metà degli anni Sessanta quando iniziavano a giungere alla fine della loro vita operativa le centinaia di cacciatorpediniere delle classi Fletcher, Allen M. Sumner e Gearing realizzate durante la Seconda Guerra Mondiale. Per la sostituzione almeno parziale di queste unità venne così emanata la specifica DX volta allo studio e alla realizzazione di una nuova classe di caccia di squadra. La specifica fu indirizzata alla Bath Iron Works, alla General Dynamics e alla Litton. Il progetto vincitore risultò poi quello della Litton che propose una configurazione di unità estremamente avanzata ma, per allora, più vicina ai dislocamenti di un incrociatore che a quello di un cacciatorpediniere.
Gli Spruance non hanno missili SAM a medio raggio, comunque i lanciatori VLS Mk 41 di alcune unità modificate ne consentono l'uso assieme a quello di missili di crociera come i BGM-109 Tomahawk.
Navi molto criticate all'entrata in servizio perché considerate sotto-armate - l'unità capoclasse entrò in servizio senza i CIWS e i Sea Sparrow - gli Spruance si sono dimostrati unità di successo, con ampi spazi per l'aggiornamento, il più clamoroso dei quali è stata la classe Kidd, con il sistema d'arma degli incrociatori Virginia. Doveva essere costruita per lo Shah ma dopo la rivoluzione venne poi presa dall'US Navy, dove è nota come classe 'Ayatollah'.

## Lista delle unità costruite
| Nome                  | Sigla identificativa | Servizio  | Situazione attuale | Collegamenti esterni |
| --------------------- | -------------------- | --------- | --- | -------------------- |
| USS Spruance          | DD-963               | 1975-2005 | Disposto come supporto della flotta per esercitazioni                                                                   | [ 1 ]                |
| USS Paul F. Foster    | DD-964               | 1976-2003 | Attivo, in servizio come EDD-964                                                                                        | [ 2 ]                |
| USS Kinkaid           | DD-965               | 1976-2003 | Disposto come supporto della flotta per esercitazioni                                                                   |                      |
| USS Hewitt            | DD-966               | 1976-2001 | smantellato per la demolizione                                                                                          |                      |
| USS Elliot            | DD-967               | 1977-2003 | Disposto come supporto della flotta per esercitazioni                                                                   |                      |
| USS Arthur W. Radford | DD-968               | 1977-2003 | Radiato e disposto come supporto della flotta per esercitazioni                                                         |                      |
| USS Peterson          | DD-969               | 1977-2002 | Disposto come supporto della flotta per esercitazioni                                                                   |                      |
| USS Caron             | DD-970               | 1977-2001 | Disposto come supporto della flotta per esercitazioni                                                                   |                      |
| USS David R. Ray      | DD-971               | 1977-2002 | Radiato e disposto come supporto della flotta per esercitazioni                                                         |                      |
| USS Oldendorf         | DD-972               | 1978-2003 | Disposto come supporto della flotta per esercitazioni                                                                   |                      |
| USS John Young        | DD-973               | 1978-2002 | Disposto come supporto della flotta per esercitazioni                                                                   |                      |
| USS Comte de Grasse   | DD-974               | 1978-1998 | Disposto come supporto della flotta per esercitazioni                                                                   |                      |
| USS O'Brien           | DD-975               | 1977-2004 | Disposto come supporto della flotta per esercitazioni                                                                   |                      |
| USS Merrill           | DD-976               | 1978-1998 | Disposto come supporto della flotta per esercitazioni                                                                   |                      |
| USS Briscoe           | DD-977               | 1978-2003 | Disposto come supporto della flotta per esercitazioni                                                                   |                      |
| USS Stump             | DD-978               | 1978-2004 | Disposto come supporto della flotta per esercitazioni                                                                   |                      |
| USS Conolly           | DD-979               | 1978-1998 | Radiato, per essere destinato a museo navale                                                                            |                      |
| USS Moosbrugger       | DD-980               | 1978-2000 | Radiato per essere destinato alla demolizione                                                                           |                      |
| USS John Hancock      | DD-981               | 1978-2000 | Radiato per essere destinato alla demolizione                                                                           |                      |
| USS Nicholson         | DD-982               | 1979-2002 | Disposto come supporto della flotta per esercitazioni                                                                   |                      |
| USS John Rodgers      | DD-983               | 1979-1998 | La Us Navy ha bandito un concorso per la sua demolizione ed è in attesa della certificazione delle ditte di demolizioni |                      |
| USS Leftwich          | DD-984               | 1979-1998 | Disposto come supporto della flotta per esercitazioni                                                                   |                      |
| USS Cushing           | DD-985               | 1979-2005 | Disposto come supporto della flotta per esercitazioni                                                                   |                      |
| USS Harry W. Hill     | DD-986               | 1979-1998 | Disposto come supporto della flotta per esercitazioni                                                                   |                      |
| USS O'Bannon          | DD-987               | 1979-2005 | Disposto come supporto della flotta per esercitazioni                                                                   |                      |
| USS Thorn             | DD-988               | 1980-2004 | Disposto come supporto della flotta per esercitazioni                                                                   |                      |
| USS Deyo              | DD-989               | 1980-2003 | Disposto come supporto della flotta per esercitazioni                                                                   |                      |
| USS Ingersoll         | DD-990               | 1980-1998 | Disposto come supporto della flotta per esercitazioni                                                                   |                      |
| USS Fife              | DD-991               | 1980-2003 | Disposto come supporto della flotta per esercitazioni                                                                   |                      |
| USS Fletcher          | DD-992               | 1980-2004 | Disposto come supporto della flotta per esercitazioni                                                                   |                      |
| USS Hayler            | DD-997               | 1983-2003 | Disposto come supporto della flotta per esercitazioni                                                                   |                      |